# Arum alpinariae
Arum alpinariae là một loài thực vật có hoa trong họ Ráy (Araceae). Loài này được (Alpinar & R.R.Mill) P.C.Boyce mô tả khoa học đầu tiên năm 2006.